# Виноградски пуж
Виноградски пуж (лат. Helix pomatia) је једна од најраспрострањенијих врста пужева из породице Helicidae.

## Изглед
Виноградски пуж је широко распрострањен. Љуска је сфернога облика и завршава се коничним испупченим врхом. Углавном је браон или жуте боје често са благо љубичастим линијама. Задебљање усне, односно усног отвора је беле боје. Зидови љуштуре су дебели и веома јаки. Висина шкољке је око 25-35 милиметара, а ширина је око 25-40 милиметара. Састоји се из три дела:
- Глава
- Стопало
- Љуштура

Имају фине и сјајне аксијалне линије, као и 4,5 до 6 јако конвексних завоја. Величине конвексних завоја се брзо и једнако повећавају тако да последњи доминира у односу на остале. Отвор је велики и кос. Ивица је благо проширена, округлог облика са пљоснатом, беличастом или браонкастом унутрашњом усном. Углавном се налазе јединке чија је љуштура окренута улево. Прва линија се налази испод шава, друга и трећа углавном иду заједно. Линије нису увек јасно дефинисане, и чешће се јављају попречне пруге.

## Размножавање
Виноградски пужеви се размножавају од краја маја до септембра. За полагање јаја земљиште мора бити довољно растресито. Полажу јаја у групама (40—80). Пречник јаја је 5,5 до 6,5 mm. Младунци излазе након 3-4 недеље. Младунци су у том узрасту склони канибализму у неповољним условима. Полну зрелост достижу након 2 до 5 година. Иако им је животни век до 35 година, ретко се у природи могу пронаћи врсте старије од 10 година. Током хибернације укопава се у земљиште.

## Исхрана
Виноградски пуж је биљојед. Иако може да поједе велике количине зеленог поврћа, не спада у штеточине.